# ルーク・H・オザワ
ルーク・H・オザワ（LUKE H. OZAWA、本名：小沢 治彦、1959年2月 - ）は日本の写真家。東京都出身・在住。
主に旅客機の撮影を手がけ、作品は月刊エアラインをはじめ航空会社・旅行会社の機関誌・広報誌・宣伝材料などに起用される。

## 経歴
- 1959年2月 - 東京都に生まれる[1]。父は日本国有鉄道で機関士を務めていた[2]。
- 1973年 - 中学生の時に初めて飛行機に乗る。機体は全日本空輸のボーイング727。
- 1981年 - 大学を卒業して外資系企業に勤める。
- 1984年 - 1991年 - ヤマト運輸で宅急便の集配ドライバーとして勤務。
- 1991年 - ヤマト運輸を退職、プロの写真家に転向。
- 1992年 - 全日本空輸の広報・宣材撮影を手がける。

## 著書
- JETLINERⅡ THE LEGEND（2005/8）
- JETLINER III SEASON ～聖域～（2009/8/31）
- JETLINER IV AMAZING ―究極―（2013/8/8）
- ANA747 FINAL THANKS JUMBO 1979-2014（2014/4/24）
- ルーク・オザワの ヒコーキ写真の撮り方: 光、空、風景で魅せる!（2014/8/11）
- JETLINER V (TIME SPACE ―時空―)（2016/7/7）
- ルーク・オザワの ヒコーキ写真の撮り方 NEW EDITION（2018/9/10）
- 航空の世界 1973-2000（2022/3/7）

## 受賞歴
- 全国カレンダー展
  - 通商産業省生活産業局賞（1999年）
  - 日本商工会議所会頭賞（1999年）
  - 工業技術院賞（2000年）
  - 日本貿易振興会賞（2000年）
  - 日本マーケティング協会賞（2000年）
  - 文部科学大臣賞（2016年）